# Мерзляков, Пётр Семёнович
Пётр Семёнович Мерзляко́в (8 июля 1939, Кошарино, Унинский район, Кировская область, РСФСР, СССР) — советский и российский журналист. Главный редактор республиканской газеты «Марий Эл» («Крестьянская газета») (1986—1991) и российской региональной газеты «Сельские вести» (1991—2003). Заслуженный работник культуры Российской Федерации (2003). Заслуженный журналист Республики Марий Эл (1994).

## Биография
Родился 8 июля 1939 года в деревне Кошарино ныне Унинского района Кировской области в семье крестьянина, погибшего в 1941 году в фашистском плену. 
В 1958 году окончил среднюю школу в родной деревне.
В 1958—1961 годах служил в рядах Советской армии.
В 1963 году окончил Высшую журналистскую школу по фоторепортажу, а в 1966 году — Московскую сельскохозяйственную академию имени К. А. Тимирязева по специальности «учёный-экономист». 
Работал в ТАСС, сотрудничал с газетами «Советская Россия» и «Сельская жизнь».
С 1966 года — главный экономист совхоза «Салобелякский», преподаватель Яранского совхоз-техникума Кировской области.
В 1976 году переехал в Марийскую АССР: собкор газеты «Марийская правда».
С 1986 года — главный редактор газеты «Марий Эл», затем переименованной в «Крестьянскую газету». 
В 1991—2003 годах — главный редактор российской региональной газеты «Сельские вести» — директор МУП «Сельские вести» Республики Марий Эл. 
В 2006—2013 годах — учредитель и директор ООО «Издательский дом “Сельские вести”» (п. Медведево). 
Является автором сборника «В далёкой глубинке», вышедшего в 2-х частях в 1981—1982 годах.   
В 1981 году в Марийском книжном издательстве издана его книга «Золотой подойник» о Герое Социалистического Труда Ф. С. Капитоновой, в 1983 году — «Совхоз имени 60-летия Союза ССР (Ленинский район г. Йошкар-Олы)», в 1985 году — «Помог подряд», рассказывающая о работе совхоза «Звениговский» Марийской АССР. 
В 1994 году ему присвоено звание «Заслуженный журналист Республики Марий Эл», а в 2003 году — почётное звание «Заслуженный работник культуры Российской Федерации».

## Признание
- Заслуженный работник культуры Российской Федерации (5 мая 2003)[1] — за многолетнюю плодотворную работу в области культуры, печати и телерадиовещания[10]
- Заслуженный журналист Республики Марий Эл (1994)[1]